# Фридрих Евгений II
Фридрих Евгений II Хайнрих фон Вюртемберг или Фридрих II Ойген (на немски: Friedrich II Eugen Heinrich von Württemberg; * 21 януари 1732, Щутгарт; † 23 декември 1797, Хоенхайм в Щутгарт) от Дом Вюртемберг (линия Винентал), е от 1795 до 1797 г. 14. херцог на Вюртемберг.

## Живот
Той е третият син на херцог Карл Александер фон Вюртемберг (1684 – 1737) и съпругата му Мария Августа фон Турн и Таксис (1706 – 1756), дъщеря на княз Анселм Франц фон Турн и Таксис (1681 – 1739) и съпругата му принцеса Мария Лудовика Анна Франциска фон Лобковиц (1683 – 1750). По-големите му братя са Карл Евгений (1728 – 1793) и Лудвиг Евгений (1731 – 1795).
След ранната смърт на баща му той заедно с двамата му по-големи братя Карл Евгений и Лудвиг Евгений е изпратен през 1741 г. да учи в двора на Фридрих Велики в Берлин. През 1744 г. най-големият му брат Карл Евгений поема управлението и младите братя са извикани обратно.
Първо той е определен за духовна кариера, но скоро предпочита военната служба. През 1749 г. Фридрих II го прави полковник на конницата. На 29 ноември 1753 г. той се жени, както най-големият му брат, за племенница на краля, Фридерика Доротея фон Бранденбург-Швет, дъщеря на маркграф Фридрих Вилхелм фон Бранденбург-Швет (1700 – 1771) и съпругата му София Доротея Мария Пруска (1719 – 1765), четвъртата сестра на Фридрих Велики. Получава 25 000 гулдена годишна помощ.
След последвалата смърт на по-големите му братя Карл Евгений († 24 октомври 1793) и Лудвиг Евгений († 20 май 1795) той става управляващ херцог и веднага се мести в Щутгарт. Малко преди това пруският крал го номинира на пруски генерал-фелдмаршал. На 17 октомври 1756 г. той е генерал-майор. Участва в Седемгодишната война. На 25 години той е генерал-лейтенант. След края на войната е от 1763 до 1769 г. генерал в Трептов на Рега. През 1769 г. той напуска военната служба и се мести с фамилията си във вюртембергското графство Монбеляр (обаче без четиримата му най-големи синове, които започват да учат в Лозана), където наблизо има летен дворец в Етюп. Там той живее повече от 20 години щастлив семеен живот.
На 10 март 1786 г. той получава от брат си управлението на Графство Монбеляр. Френските неспокойствия го карат да напусне през 1791 г. своето царство, което граничи цялото с Френското царство. След повече от една година крал Фридрих Вилхелм II от Прусия му предлага да живее в дворец-резиденцията на измрелите маркграфове на Бранденбург-Байройт и го номинира на генерал гуверньор на Бранденбург-Ансбах и Бранденбург-Байройт.
Най-голямата му дъщеря, София Доротея Августа е омъжена през 1776 г. като Мария Фьодоровна за руския престолонаследник Павел. Третата му дъщеря Елизабет е определена да се омъжи за бъдещия император Франц II, на 15 години е заведена във Виена и през 1788 г. се омъжва за него.
- Фридрих II Евгений, херцог на Вюртемберг
- Фредерика Доротея фон Бранденбург-Швет, херцогиня на Вюртемберг

## Деца
Фридрих Евгений II има със съпругата си Фридерика Доротея София фон Бранденбург-Швет (* 18 декември 1736, † 9 март 1798) 12 деца:
- Фридрих I Вилхелм Карл (1754 – 1816), от 1806 г. първият крал на Вюртемберг
- Лудвиг фон Вюртемберг (1756 – 1817), прадядо на Мария фон Тек, бабата на британската кралица Елизабет II
- Евгений Фридрих Франц Хайнрих (1758 – 1822)
- София Доротея Августа (1759 – 1828), по-късно руската царица Мария Фьодоровна, 1776 г. омъжена за Павел I, император на Русия (1754 – 1801)
- Вилхелм Фридрих Филип (1761 – 1830), военен министър; от него произлизат по-късните херцози на Урах
- Фердинанд Фридрих Август (1763 – 1834), австрийски фелдмаршал

∞ 1795 Албертина фон Шварцбург-Зондерсхаузен (1771 – 1829), развод 1801
∞ 1817 Паулина фон Метерних-Винеберг (1771 – 1855), сестрата на Клеменс фон Метерних
- Фридерика Елизабет Амалия Августа (1765 – 1785)

∞ херцог Петер Фридрих Лудвиг фон Олденбург (1755 – 1829)
- Вилхелмина Фридерика Катарина (1768 – 1768)
- Карл Фридрих Хайнрих (1770 – 1791)
- Елизабет Вилхелмина Луиза (1767 – 1790)

∞ 1788 г. за Франц II (1768 – 1835), бъдещ император
- Вилхелмина Фридерика Катарина (1768 – 1768)
- Карл Фридрих Хайнрих (1770 – 1791)
- Александер Фридрих Карл (1771 – 1833), прародител на днешния католически Дом Вюртемберг
- Хайнрих Фридрих Карл (1772 – 1838)